# Піратка
«Піратка» (фр. La pirate) — французький фільм-драма 1984 року, поставлений режисером Жаком Дуайоном. Фільм брав участь в конкурсній програмі 37-го Каннського міжнародного кінофестивалі у змаганні за головний приз — Золоту пальмову гілку .

## Сюжет
Альма (Джейн Біркін) розривається між коханням до чоловіка (Ендрю Біркін) і лесбійською пристрастю до свою колишньої подруги Кароль (Марушка Детмерс). Одного дня вона застає у себе вдома Кароль, дозволивши тій відвезти з собою в готель. Слідом за ними їде молода дівчина, яка ревнує Кароль та вистежує її. Разом з тим юна піратка є детективом, яку найняв чоловік Альми. Ендрю ревнує жінку до дружини, і перш ніж Альма і Кароль встигають з'ясувати свої стосунки, він з'являється в готелі, у нестямі від гніву й ревнощів. Крики, з'ясування стосунків, рукоприкладство і депресивні визнання приводять, урешті-решт, до вбивства.

## У ролях
| • Джейн Біркін    | … | Альма             |
| • Марушка Детмерс | … | Кароль            |
| • Філіпп Леотар   | … | № 5               |
| • Ендрю Біркін    | … | Ендрю             |
| • Лор Марсак      | … | дівчина           |
| • Майкл Стівенс   | … | консьєрж у готелі |
| • Дідьє Шамбраньє | … | кур'єр            |
| • Арсен Альтмеєр  | … | таксист           |

## Знімальна група
- Автор сценарію — Жак Дуайон
- Режисер-постановник — Жак Дуайон
- Продюсер — Олів'є Лорсак
- Асоційовані продюсери — Мартін Фабр, Карло Лавідзарі
- Лінійний продюсер — Жак Тронель
- Оператор — Бруно Нюйттен
- Композитор — Філіпп Сард
- Монтаж — Ноель Буассон
- Художник по костюмах — Мік Шеміналь

## Нагороди та номінації
| Список нагород та номінацій              | Список нагород та номінацій | Список нагород та номінацій    | Список нагород та номінацій | Список нагород та номінацій | Список нагород та номінацій |
| Кінопремія                               | Дата церемонії              | Категорія                      | Номінант(и)                 | Результат                   |                             |
| ---------------------------------------- | --------------------------- | ------------------------------ | --------------------------- | --------------------------- | --------------------------- |
| 37-й Каннський міжнародний кінофестиваль | 1984                        | Золота пальмова гілка          | Піратка                     | Номінація                   |                             |
| Премія «Сезар»                           | 3 лютого 1985               | Найкраща акторка               | Джейн Біркін                | Номінація                   |                             |
| Премія «Сезар»                           | 3 лютого 1985               | Найкраща акторка другого плану | Марушка Детмерс             | Номінація                   |                             |
| Премія «Сезар»                           | 3 лютого 1985               | Найперспективніша акторка      | Лор Марсак                  | Перемога                    |                             |